# Match de football France – Bulgarie (1993)
Le match de football France – Bulgarie est une rencontre qui s'est disputée le 17 novembre 1993 au Parc des Princes à Paris, comptant dans les éliminatoires du groupe 6 de la Coupe du monde 1994. Avant la rencontre, la France devance la Bulgarie d'un point et n'a besoin que d'un match nul pour se qualifier. Battue à la dernière minute sur le score de 2 buts à 1, la France termine troisième de son groupe et est devancée par la Bulgarie qui se qualifie pour la phase finale du Mondial. Cette défaite est considérée comme l'un des plus gros échecs sportifs de l'histoire du football français.

## Contexte

### Parcours des Bleus lors des éliminatoires
Après l'élimination de la France au premier tour de l'Euro 1992, Michel Platini démissionne de ses fonctions de sélectionneur et est remplacé par son adjoint, Gérard Houllier. Sa mission est de qualifier les Bleus pour la Coupe du monde 1994 qui se déroulera aux États-Unis. Le tirage au sort des éliminatoires, effectué le 8 décembre 1991, place la France, tête de série, dans le groupe 6 en compagnie de l'Autriche (chapeau 2), de la Suède (chapeau 3), de la Bulgarie (chapeau 4), de la Finlande (chapeau 5) et d'Israël (chapeau 6).
Encore sélectionneur des Bleus au moment du tirage, Michel Platini se montre satisfait : « Globalement, on s'en tire plutôt bien. Sur notre valeur actuelle, nous devrions passer, même si je me méfie beaucoup des jugements portés sur des équipes que nous rencontrerons dans un an et parfois plus. Il est difficile de se faire une idée précise de nos adversaires. La Suède n'a pas participé aux éliminatoires du championnat d'Europe, puisqu'elle était qualifiée d'office. La Bulgarie n'a pas obtenu de résultats probants ces derniers temps, mais semble devoir repartir avec de jeunes joueurs. Quant à l'Autriche, elle traverse une mauvaise passe, mais tout peut changer d'ici à un an. On ne sait pas grand-chose de la Finlande et d'Israël mais, d'après divers renseignements, les Finlandais sont en nets progrès ».
Gérard Houllier dirige son premier match à la tête des Bleus le 26 août 1992. En amical, au Parc des princes, la France s'incline 2-0 contre le Brésil.
Le 9 septembre 1992, pour son premier match des éliminatoires du Mondial 1994, la France s'incline 2-0 à Sofia, contre la Bulgarie.
Après cette défaite inaugurale, la France relève la tête et enchaîne cinq victoires consécutives : 2-0 contre l'Autriche le 14 octobre 1992, 2-1 contre la Finlande le 14 novembre 1992, 4-0 en Israël le 17 février 1993, 1-0 en Autriche le 27 mars 1993 et 2-1 contre la Suède le 28 avril 1993.
La France fait ensuite match nul en Suède (1-1) le 22 août 1993 puis s'impose 2-0 en Finlande le 8 septembre 1993.
Après ce match en Finlande, la France occupe la tête du groupe 6 avec 13 points (six victoires, un nul et une défaite) et il ne lui reste plus que deux matches à jouer, à domicile, le 13 octobre contre Israël et le 17 novembre contre la Bulgarie. Pour assurer mathématiquement sa qualification, la France doit prendre deux points (avec une victoire ou deux matches nuls).
Classement au matin du 13 octobre 1993, juste avant France – Israël :
| Rang | Équipe   | Pts | J | G | N | P | Bp | Bc | Diff |  | Résultats (▼ dom., ► ext.) |     |     |     |     |     |     |
| ---- | -------- | --- | - | - | - | - | -- | -- | ---- |  | -------------------------- | --- | --- | --- | --- | --- | --- |
| 1    | France   | 13  | 8 | 6 | 1 | 1 | 14 | 5  | +9   |  | Suède                      |     | 2-0 | 1-1 | 1-0 | -   | 5-0 |
| 2    | Suède    | 12  | 8 | 5 | 2 | 1 | 15 | 5  | +10  |  | Bulgarie                   | 1-1 |     | 2-0 | -   | 2-0 | 2-2 |
| 3    | Bulgarie | 10  | 8 | 4 | 2 | 2 | 13 | 8  | +5   |  | France                     | 2-1 | -   |     | 2-0 | 2-1 | -   |
| 4    | Autriche | 6   | 7 | 3 | 0 | 4 | 12 | 10 | +2   |  | Autriche                   | -   | 3-1 | 0-1 |     | 3-0 | 5-2 |
| 5    | Finlande | 3   | 8 | 1 | 1 | 6 | 4  | 14 | -10  |  | Finlande                   | 0-1 | 0-3 | 0-2 | 3-1 |     | 0-0 |
| 6    | Israël   | 2   | 7 | 0 | 2 | 5 | 5  | 21 | -16  |  | Israël                     | 1-3 | 0-2 | 0-4 | -   | -   |     |

### France-Israël
La qualification s'annonce donc aisée puisque le premier adversaire est Israël. Cette équipe est alors considérée comme une des plus faibles d'Europe : elle n'a pas gagné le moindre match depuis un an et occupe la soixante-et-onzième place au classement FIFA. Quant à la France, victorieuse du match aller 4-0 à Tel-Aviv, elle est invaincue depuis quatre ans et demi au Parc des princes en compétitions officielles et est classée à la septième place du classement FIFA.
Ce match ne devant être qu'une simple formalité, Gérard Houllier déclare vouloir rester sélectionneur des Bleus jusqu'en 1998. Le stage de préparation à Clairefontaine se déroule ainsi dans une ambiance bon enfant et à deux jours du match, les joueurs sont invités à dîner dans les locaux de Canal + et assistent à un spectacle des Guignols de l'info spécialement préparé pour eux. Une boîte de nuit est également retenue pour fêter la future qualification et le programme officiel du match est intitulé : « Que la fête commence ».
Avant le match, la sono du Parc des princes diffuse plusieurs chansons évoquant les États-Unis : L'Amérique de Joe Dassin, Born in the U.S.A. de Bruce Springsteen et un air de West Side Story.
Sous une pluie battante, le coup d'envoi fictif est donné par Pelé. A la vingtième minute de jeu, Rosenthal déborde et centre pour Atar. Ce dernier remise pour Harazi qui trompe Lama. Quatre minutes plus tard, Alain Roche se blesse et cède sa place à Bixente Lizarazu.
Les Bleus relèvent la tête rapidement puisque Franck Sauzée égalise à la vingt-huitième minute sur une passe décisive de Ginola. Et à la trente-neuvième minute, Ginola inscrit son premier but en équipe de France et donne l'avantage aux Bleus qui mènent 2-1 à la mi-temps.
A la soixante-quatrième minute, Jean-Pierre Papin manque le but du break et est sifflé par le public du Parc des princes.
A huit minutes de la fin, Israël se procure une occasion : Bernard Lama repousse le ballon mais Eyal Berkovic le récupère et marque. Dans le temps additionnel, Rosenthal remonte le terrain et centre pour Atar qui tire en pleine course et trompe Bernard Lama.
La France s'incline trois buts à deux et cette défaite constitue une énorme surprise. « Prendre trois buts chez soi contre Israël, c'est impardonnable. On a fait les cons. Par rapport à l'enjeu, on a vraiment été trop légers » reconnaît David Ginola. Gérard Houllier partage cet avis : « On a transgressé les règles de rigueur, de concentration et d'humilité qui avaient fait notre force. Le bloc a été englouti par le climat lénifiant. On a été nuls, on a aucune excuse ».
Présent dans les tribunes du Parc des princes, Pelé fustige le comportement des Français : « Les Français n'ont pas respecté leurs adversaires. Ils ont flâné sur la pelouse, parié sur leur propre renommée ».
Plusieurs joueurs se montrent également déçu par le comportement du public du Parc des princes. Eric Cantona déclare ne plus vouloir jouer au Parc des princes tandis que Jean-Pierre Papin annonce déjà ne pas vouloir célébrer la future qualification : « Contre Israël, on avait besoin du public et il n'a pas répondu présent. Contre la Bulgarie, j'espère qu'il y aura un tour d'honneur à faire mais, moi, je rentrerai directement aux vestiaires »,.
| 13 octobre 1993           | France                  | 2 - 3   | Israël                                 | Parc des Princes, Paris                      |                                              |
| Historique des rencontres | Sauzée 29e · Ginola 39e | (2 - 1) | 21e Harazi · 83e Berkovic · 90+3e Atar | Spectateurs : 32 700 Arbitrage : Alan Snoddy | Spectateurs : 32 700 Arbitrage : Alan Snoddy |
| Historique des rencontres | Rapport                 |         |                                        | Spectateurs : 32 700 Arbitrage : Alan Snoddy | Spectateurs : 32 700 Arbitrage : Alan Snoddy |

## Avant match de France-Bulgarie
Classement du groupe au matin du 17 novembre 1993 :
| Rang | Équipe   | Pts | J  | G | N | P | Bp | Bc | Diff |  | Résultats (▼ dom., ► ext.) |     |     |     |     |     |     |
| ---- | -------- | --- | -- | - | - | - | -- | -- | ---- |  | -------------------------- | --- | --- | --- | --- | --- | --- |
| 1    | Suède    | 15  | 10 | 6 | 3 | 1 | 19 | 8  | +11  |  | Suède                      |     | 2-0 | 1-1 | 1-0 | 3-2 | 5-0 |
| 2    | France   | 13  | 9  | 6 | 1 | 2 | 16 | 8  | +8   |  | Bulgarie                   | 1-1 |     | 2-0 | 4-1 | 2-0 | 2-2 |
| 3    | Bulgarie | 12  | 9  | 5 | 2 | 2 | 17 | 9  | +8   |  | France                     | 2-1 | -   |     | 2-0 | 2-1 | 2-3 |
| 4    | Autriche | 8   | 10 | 3 | 2 | 5 | 15 | 16 | -1   |  | Autriche                   | 1-1 | 3-1 | 0-1 |     | 3-0 | 5-2 |
| 5    | Finlande | 5   | 10 | 2 | 1 | 7 | 9  | 18 | -9   |  | Finlande                   | 0-1 | 0-3 | 0-2 | 3-1 |     | 0-0 |
| 6    | Israël   | 5   | 10 | 1 | 3 | 6 | 10 | 27 | -17  |  | Israël                     | 1-3 | 0-2 | 0-4 | 1-1 | 1-3 |     |

Tous les matchs ont été joués, à l'exception de France – Bulgarie.
Pour se qualifier, l'équation reste la même : le point du match nul étant suffisant aux Tricolores, ils ne doivent donc simplement pas perdre face à la Bulgarie. Cette dernière s'était imposée à l'aller 2-0 lors d'un match houleux, ponctué de mauvais coups en tous genres.
Le football français, mal loti depuis plusieurs mois (affaire VA-OM, rivalités chez les Bleus entre joueurs du Paris Saint-Germain et de l'Olympique de Marseille, fond de jeu et tactique de Houiller très décriés, etc.), espère une qualification, qui ferait le plus grand bien. L'équipe de France, ayant raté l'Euro 88, puis le mondial précédent en 1990, et ayant été éliminée au premier tour de l'Euro 1992, est à la recherche de son football depuis les années Platini et a perdu sa place parmi les meilleures nations européennes. Mais l'avant-match est caractérisé par un contexte tendu au sein de l'équipe.

### Sélection des joueurs
Le 9 novembre 1993, au siège de la Fédération française de football, le sélectionneur Gérard Houllier dévoile une liste de dix-sept joueurs pour affronter la Bulgarie. Blessé en championnat le 15 août 1993, Basile Boli, qui a effectué son retour à la compétition deux semaines plus tôt, est de retour en sélection pour la première fois depuis le match face à la Suède (joué le 28 avril 1993).
Deux autres joueurs font également leur retour au sein des Bleus : Vincent Guérin, dont la dernière sélection remonte au 8 septembre en Finlande et Reynald Pedros, laissé à la disposition de l'équipe de France Espoirs lors du match précédent contre Israël.
Présents dans le groupe pour affronter Israël, Corentin Martins, Franck Silvestre, Pascal Vahirua et Jean-Michel Ferri ne sont pas retenus.
| Joueur             | Club                   | Date de naissance |                 |                 |                 |                 |                 |                 |
| Gardiens de but    | Gardiens de but        | Gardiens de but   | Gardiens de but | Gardiens de but | Gardiens de but | Gardiens de but | Gardiens de but | Gardiens de but |
| ------------------ | ---------------------- | ----------------- | --------------- | --------------- | --------------- | --------------- | --------------- | --------------- |
| Bernard Lama       | Paris Saint-Germain    | 07.04.1963        |                 |                 |                 |                 |                 |                 |
| Bruno Martini      | AJ Auxerre             | 25.01.1962        |                 |                 |                 |                 |                 |                 |
| Défenseurs         |                        |                   |                 |                 |                 |                 |                 |                 |
| Laurent Blanc      | AS Saint-Étienne       | 19.11.1965        |                 |                 |                 |                 |                 |                 |
| Basile Boli        | Olympique de Marseille | 02.01.1967        |                 |                 |                 |                 |                 |                 |
| Bixente Lizarazu   | Girondins de Bordeaux  | 09.12.1969        |                 |                 |                 |                 |                 |                 |
| Marcel Desailly    | Olympique de Marseille | 07.09.1968        |                 |                 |                 |                 |                 |                 |
| Emmanuel Petit     | AS Monaco              | 22.09.1970        |                 |                 |                 |                 |                 |                 |
| Alain Roche        | Paris Saint-Germain    | 14.10.1967        |                 |                 |                 |                 |                 |                 |
| Milieux de terrain |                        |                   |                 |                 |                 |                 |                 |                 |
| Didier Deschamps   | Olympique de Marseille | 15.10.1968        |                 |                 |                 |                 |                 |                 |
| Vincent Guérin     | Paris Saint-Germain    | 22.11.1965        |                 |                 |                 |                 |                 |                 |
| Paul Le Guen       | Paris Saint-Germain    | 01.03.1964        |                 |                 |                 |                 |                 |                 |
| Reynald Pedros     | FC Nantes              | 10.10.1971        |                 |                 |                 |                 |                 |                 |
| Franck Sauzée      | Atalanta Bergame       | 28.10.1965        |                 |                 |                 |                 |                 |                 |
| Attaquants         |                        |                   |                 |                 |                 |                 |                 |                 |
| Éric Cantona       | Manchester United      | 24.05.1966        |                 |                 |                 |                 |                 |                 |
| Youri Djorkaeff    | AS Monaco              | 09.03.1968        |                 |                 |                 |                 |                 |                 |
| David Ginola       | Paris Saint-Germain    | 25.01.1967        |                 |                 |                 |                 |                 |                 |
| Jean-Pierre Papin  | Milan AC               | 05.11.1963        |                 |                 |                 |                 |                 |                 |

### Critiques de David Ginola envers Gérard Houllier
Le samedi 13 novembre, comprenant qu'il ne sera pas titulaire, David Ginola critique ouvertement le sélectionneur national : « Que faut-il faire maintenant pour mériter sa place en équipe de France ? (...) Je n'apparais dans aucune des équipes probables contre la Bulgarie, et cela me désole. Je ne comprends pas. Après Israël, pas une seule fois je n'ai entendu Gérard Houllier dire que Ginola a fait un bon match. Quand on lui a posé la question, il n'a jamais voulu répondre. Il s'est défilé de peur d'en blesser d'autres... ».
Le joueur publie ensuite un communiqué dans lequel il présente ses excuses : « J'ai sans doute été maladroit et excessif dans ce qui n'était qu'un « cri du cœur » et je l'ai réalisé, hélas ! un peu tardivement ».
Le sélectionneur n'apprécie pas le comportement de David Ginola mais préfère positiver : « S'il ne s'agissait pas de France-Bulgarie et s'il n'était pas revenu aussitôt sur ses paroles, ses valises seraient déjà sur le perron. Les partenaires de David n'ont pas apprécié. Chaque chose ayant du bon, cet incident a été l'objet d'un bonne mise au point avec le groupe et cela a permis de resserrer les liens ».

## Le match
| 17 novembre 1993          | France      | 1 - 2   | Bulgarie           | Parc des Princes, Paris                         |                                                 |
| Historique des rencontres | Cantona 32e | (1 - 1) | 37e 90e Kostadinov | Spectateurs : 48 402 Arbitrage : Leslie Mottram | Spectateurs : 48 402 Arbitrage : Leslie Mottram |
| Historique des rencontres | Roche       | Rapport | Penev              | Spectateurs : 48 402 Arbitrage : Leslie Mottram | Spectateurs : 48 402 Arbitrage : Leslie Mottram |

| France | Bulgarie |

| FRANCE :        |    |                   |        |     |
|                 |    |                   |        |     |
| Gardien de but  | 01 | Bernard Lama      |        |     |
|                 | 02 | Marcel Desailly   |        |     |
|                 | 04 | Alain Roche       | Averti |     |
|                 | 05 | Laurent Blanc     |        |     |
|                 | 03 | Emmanuel Petit    |        |     |
|                 | 06 | Paul Le Guen      |        |     |
|                 | 07 | Didier Deschamps  |        |     |
|                 | 08 | Franck Sauzée     |        | 81e |
|                 | 10 | Reynald Pedros    |        |     |
|                 | 09 | Jean-Pierre Papin |        | 69e |
|                 | 11 | Éric Cantona      |        |     |
| Remplaçants :   |    |                   |        |     |
|                 | 15 | David Ginola      |        | 69e |
|                 | 13 | Vincent Guérin    |        | 81e |
| Sélectionneur : |    |                   |        |     |
| Gérard Houllier |    |                   |        |     |

| BULGARIE :      |    |                    |        |     |
|                 |    |                    |        |     |
| Gardien de but  | 01 | Borislav Mikhailov |        |     |
|                 | 02 | Emil Kremenliev    |        |     |
|                 | 03 | Trifon Ivanov      |        |     |
|                 | 05 | Petar Houbtchev    |        |     |
|                 | 04 | Tsanko Tsvetanov   |        | 82e |
|                 | 06 | Zlatko Yankov      |        |     |
|                 | 11 | Yordan Letchkov    |        | 82e |
|                 | 10 | Krasimir Balakov   |        |     |
|                 | 07 | Emil Kostadinov    |        |     |
|                 | 09 | Liouboslav Penev   | Averti |     |
|                 | 08 | Hristo Stoitchkov  |        |     |
| Remplaçants :   |    |                    |        |     |
|                 | 15 | Petar Aleksandrov  |        | 82e |
|                 | 14 | Daniel Borimirov   |        | 82e |
| Sélectionneur : |    |                    |        |     |
| Dimitar Penev   |    |                    |        |     |

Comme l'avait prévu le sélectionneur français, le match est fermé, tendu, haché. En ce début de match, la France hésite à prendre le jeu à son compte et ne joue pas vraiment pour gagner, mais plutôt pour ne pas perdre. Les Bulgares, quant à eux, tentent vainement d'ouvrir le score.
À la 32e minute, c'est la délivrance pour le public français : Deschamps récupère le ballon dans les pieds de Tsvetanov sur le côté droit et effectue une transversale vers Papin, qui remet de la tête pour Cantona qui marque en force du droit à bout portant.
Le plus dur semble fait, mais l'avantage ne dure que cinq minutes. À la 37e minute de jeu, Blanc rate sa relance, se fait prendre le ballon par Tsvetanov et concède un corner. Sur ce dernier, tiré par Balakov, Kostadinov, arrivé clandestinement en France quelques heures plus tôt, place une tête croisée au premier poteau qui finit sa course dans les buts, malgré Pedros.
Étrangement, la France, au lieu d'essayer de marquer à nouveau, se crispe complètement et retombe dans ses travers en essayant avant tout de défendre, proposant un jeu médiocre techniquement. Papin est totalement mis sous silence par la défense adverse, notamment par Ivanov et, prétextant des crampes, est remplacé à la 68e minute par Ginola. La Bulgarie, quant à elle, tente le tout pour le tout.
Les minutes passent et malgré un match plus que laborieux, les Bleus semblent se diriger vers une qualification. Mais tout bascule à la 90e minute : coup franc à droite presque au poteau de corner tiré par Vincent Guérin qui joue avec Ginola. Ce dernier, au lieu de conserver le ballon dans le coin du terrain, prend l'initiative de centrer au second poteau (alors qu'il n'y a qu'un attaquant français dans la surface de réparation) et ne trouve personne à la réception si ce n'est Kremeliev, qui lance aussitôt la contre-attaque bulgare. Après que le ballon a transité par Balakov, Penev, arrivé clandestinement en France dans la même voiture que Kostadinov, lance celui-ci dans la profondeur, qui vient battre Lama d'un tir puissant sous la barre, malgré un tacle désespéré de Laurent Blanc.
Sur l'engagement, les Bleus tentent de forcer le destin mais moins d'une minute après ce but assassin, M. Mottram siffle la fin du match.
C'est une énorme désillusion pour la France qui, à une minute près, était qualifiée pour la coupe du monde aux États-Unis.

### Évolution du score
- 1 - 0  :  (32e) Eric Cantona, Remise de la tête de Papin après que Deschamps ait effectué une transversale vers lui.
- 1 - 1  :  (37e) Emil Kostadinov, corner tiré par Balakov qui atterrit sur Kostadinov et place une tête croisée au premier poteau.
- 1 - 2  :  (90e) Emil Kostadinov, Ballon lancé par Penev et tir puissant sous la barre transversale qui entre à l'intérieur du but, synonyme de victoire.

## Après match

### Réactions des médias
Au lendemain de cette défaite, le quotidien sportif L'Équipe fait la une de son journal avec une photo d'un tir d'Éric Cantona stoppé par le gardien bulgare, barré du titre en gras « Inqualifiable ! » qui deviendra l'une des plus célèbres unes de ce journal. Une autre une célèbre est celle de Libération qui titre « La France qualifiée pour 1998 », en référence au statut de pays-hôte de la France pour la coupe du monde 1998, la qualifiant d'office.
L'élimination des Bleus pointe du doigt les insuffisances du jeu prôné par Houllier, s'appuyant essentiellement sur un jeu physique, rugueux, défensif mais peu inventif et peu porté vers l'attaque. Ce type de jeu marchait bien contre les petites équipes mais n'était plus très utile dès lors qu'il y avait en face un adversaire supérieur techniquement. Ses choix tactiques étranges comme le fait d'avoir joué de façon si défensive contre Israël et la Bulgarie, la mise au banc de joueurs techniques comme Ginola, Martins, ou Zidane (qui connaîtra sa 1re sélection quelques mois plus tard, en août 1994), le fait de reposer tout le jeu de l'équipe sur ces deux attaquants, sont présentés comme ce qui coûte la qualification. Tous ces défauts étaient masqués pendant les éliminatoires grâce aux bons résultats obtenus.
Montré du doigt aussi le manque de concentration fatal aux Bleus, avec trois buts encaissés sur les deux derniers matchs dans les dix dernières minutes.
Les rivalités internes, dues en grande partie aux oppositions entre parisiens et marseillais explosent au grand jour, tout comme Ginola est pointé au début comme l'unique responsable de l'élimination.

### Réactions des joueurs, des membres de la FFF et de la LNF
Au lendemain de l'élimination, Noël Le Graët, président de la LNF apporte son soutien à Gérard Houllier : « Ça serait mourir de honte si les responsables (...) remerciaient Gérard Houllier au lendemain de cette élimination. Il doit rester jusqu'à l'expiration de son contrat fin juin 1994 ».
Jean Fournet-Fayard, président de la FFF, déplore la non qualification mais ne songe pas à quitter ses fonctions : « la France est l'un des seuls grands pays de football à ne pas se qualifier pour le prochain Mondial, à l'exception du Danemark et de l'Angleterre. Aussi longtemps que je représenterai les personnes qui m'ont nommé, je resterai ».
Gérard Houllier ne pense pas à démissionner mais ignore s'il sera maintenu à son poste : « Si l'on me vire, on verra... En attendant, je me remets au boulot. Je prépare les objectifs 96 et 98. Je reste parce que j'ai envie de rester »,.
Houllier s'en prend également au comportement de David Ginola avant le match et déclare que ce dernier a commis « un crime contre l'équipe ».
Milieu de terrain de l'équipe de France, Franck Sauzée annonce sa retraite internationale et critique Gérard Houllier dans le journal L'Équipe : « J'ai vingt-huit ans et on ne sait toujours pas à quel poste me faire jouer, c'est grave ».
Dans une interview accordée à France Football, Michel Platini critique les joueurs et le sélectionneur : « La défaite contre Israël, c'est le plus mauvais résultat de l'équipe de France depuis quarante ans. Jusqu'à ce match, j'étais très positif envers Gérard Houllier. Mais cette fois, les Bleus se sont crus qualifiés avant même de jouer, cela change totalement ma vision des choses. On n'avait pas le droit ! C'était la Coupe du monde, pas un match amical... Tout le monde peut perdre contre la Bulgarie, mais pas contre Israël. Là, c'est faute professionnelle. Aujourd'hui, le monde entier rigole de cette équipe de France ».

### Démission de Gérard Houllier et nomination d'Aimé Jacquet
Gérard Houllier annonce sa démission le 25 novembre en fin de matinée lors d'une conférence de presse au siège de la Fédération française de football.
Début décembre, Jacques Georges, président par intérim de la Fédération française, déclare que le futur sélectionneur sera nommé le 17 décembre et assurera un intérim. Le 17 décembre, Aimé Jacquet est nommé à l'unanimité sélectionneur-entraîneur de l'équipe de France de football par le Conseil fédéral de la FFF.
L'équipe bâtie par Aimé Jacquet remportera la Coupe du monde en France cinq ans plus tard avec sept joueurs ayant participé à France-Israël et/ou France-Bulgarie : Bernard Lama, Bixente Lizarazu, Laurent Blanc, Marcel Desailly, Emmanuel Petit, Didier Deschamps et Youri Djorkaeff. Quant aux équipes de Suède et de Bulgarie, qui sortent donc de ce groupe de qualification devant la France, elles atteindront toutes les deux le stade des demi-finales de la Coupe du monde 1994.

## Sources
- France Football du 16 et 23 novembre 1993 et du 19 octobre 1993.